# Verstanclahorn
Das Verstanclahorn (auch Verstanklahorn) ist ein 3298 m ü. M. hoher Berg in der südlichen Silvretta, einem Gebirge der zentralen Ostalpen. Er ist darüber hinaus der vierthöchste Gipfel der gesamten Silvretta. Das geografisch dominante Horn sendet nach Nordwesten, Nordosten und Süden ausgeprägte scharfe Grate, die ihm das Aussehen einer symmetrischen, steilen Pyramide verleihen. Seit langer Zeit gilt der Berg als der schwierigste Gipfel der Silvretta. Zuerst bestiegen wurde er am 7. September 1866 durch den Genfer Studenten Jules Jacot, den Landammann Florian Brosi und die Bergführer Jann und Jegen aus Klosters. Als Stützpunkt für eine Begehung dient die Silvrettahütte auf 2341 Metern Höhe östlich oberhalb von Klosters.

## Lage und Umgebung
Das Verstanclahorn ist der höchste Punkt der Verstanclagruppe und damit auch des Bezirks Prättigau-Davos im äußersten Süden der Silvretta. Der Berg ist vollständig von Gletschern umgeben. Im Norden erstreckt sich der Verstanclagletscher hinauf bis zu einer Höhe von 2950 Metern, im Osten schließt sich der Gletscher La Cudera an, im Südosten der Vadret de las Maisas, der bis 3000 Meter Höhe hinaufreicht, und im Südwesten bis zu einer Höhe von 3100 Metern der Vernelagletscher. Unmittelbar benachbarte Berge sind im Verlauf des Nordostgrats die 400 Meter entfernte Torwache mit 3186 Metern Höhe, im weiteren Verlauf, getrennt durch das auf 2938 Metern liegende Verstanclator, der Gletscherchamm (-kamm) mit 3173 Metern Höhe. Im Verlauf des Südgrats liegt, getrennt durch den Vernelasattel (3135 m), der 3232 Meter hohe Chapütschin (Schwarzkopf), 500 Meter entfernt. Aus dem Westgrat des Verstanclahorns, getrennt durch die Verstanclalücke (2978 m), ragen die drei  Verstanclaköpfe (Ost- (3039 m), Mittel- (3058 m) und Westgipfel mit 2993 Metern) heraus. Bedeutende Orte sind im Westen das etwa 15 Kilometer Luftlinie entfernte schweizerische Klosters und im Norden das österreichische Partenen, ebenfalls 15 km entfernt.

## Erschließung und Tourismus
Jules Jacot und seine Gefährten stiegen von der 1865 erbauten Silvretta-Clubhütte aus in südöstlicher Richtung zunächst zu den Krämerköpfen, dann hinauf zum Verstanclasattel (3125 m) südlich der Torwache und auf den Gipfel. Diese Route wurde in den Jahren danach öfter wiederholt. Der Anstieg vom südwestlich gelegenen Vereinatal aus wurde am 20. August 1881 von dem Rechtsanwalt Geissler aus Freiberg/Sachsen mit dem Bergführer L. Guler und dem Lehrer Schlegel versucht, aber wegen schlechtem Wetter abgebrochen. Nur Guler erreichte, den Weg erkundend, den Gipfel. Am 24. August jedoch gelang auch Geissler mit Guler die Besteigung. Nach 12 Stunden war man wieder im Tal. Die nordöstlich vorgelagerte Torwache wurde erst am 5. September 1888 durch Karl Blodig, Heinrich Heß und Ludwig Purtscheller vom Madlenerhaus aus bezwungen.
Der Weg von Guler, den er 1881 erkundete, ist heute der Normalweg (leichtester Anstieg) auf das Verstanclahorn. Er weist allerdings im Gipfelbereich Schwierigkeiten bis zum UIAA-Grad III auf. Als Stützpunkt für eine Begehung von Südosten her kann die unbewirtschaftete Marangunhütte (2023 m) im Val Lavinuoz bei Lavin dienen. Der Weg führt in nördlicher Richtung über den Vadret de las Maisas hinauf zum Vernelasattel und dann über den Südgrat zum Gipfel.